# Росулє (Хорватська Костайниця)
Росулє (хорв. Rosulje) — населений пункт у Хорватії, в Сисацько-Мославинській жупанії у складі міста Хорватська Костайниця.

## Населення
Населення за даними перепису 2011 року становило 192 осіб.
Динаміка чисельності населення поселення:

## Клімат
Середня річна температура становить 11,14 °C, середня максимальна – 25,46 °C, а середня мінімальна – -5,62 °C. Середня річна кількість опадів – 980 мм.
| Клімат поселення                              | Клімат поселення | Клімат поселення | Клімат поселення | Клімат поселення | Клімат поселення | Клімат поселення | Клімат поселення | Клімат поселення | Клімат поселення | Клімат поселення | Клімат поселення | Клімат поселення | Клімат поселення |
| Показник                                      | Січ.             | Лют.             | Бер.             | Квіт.            | Трав.            | Черв.            | Лип.             | Серп.            | Вер.             | Жовт.            | Лист.            | Груд.            |                  |
| Середній максимум, °C                         | 7,29             | 9,02             | 13,42            | 17,74            | 22,26            | 25,46            | 24,40            | 23,76            | 20,15            | 15,33            | 9,84             | 5,61             |                  |
| Середня температура, °C                       | 0,82             | 2,57             | 6,96             | 11,29            | 15,82            | 19,02            | 20,76            | 20,12            | 16,49            | 11,68            | 6,19             | 1,96             |                  |
| Середній мінімум, °C                          | −5,62            | −3,89            | 0,51             | 4,82             | 9,36             | 12,56            | 17,11            | 16,49            | 12,85            | 8,03             | 2,55             | −1,68            |                  |
| Норма опадів, мм                              | 62               | 59               | 69               | 82               | 86               | 95               | 88               | 88               | 87               | 90               | 96               | 78               |                  |
| Середньомісячна швидкість вітру, м/с          | 1.60             | 1.80             | 2.20             | 2.10             | 1.94             | 1.80             | 1.71             | 1.60             | 1.56             | 1.62             | 1.65             | 1.67             |                  |
| Середньомісячна сонячна радіація, кДж/м²·день | 4354             | 7165             | 10875            | 15387            | 19551            | 21851            | 22882            | 19895            | 14754            | 9204             | 4921             | 3601             |                  |
| --------------------------------------------- | ---------------- | ---------------- | ---------------- | ---------------- | ---------------- | ---------------- | ---------------- | ---------------- | ---------------- | ---------------- | ---------------- | ---------------- | ---------------- |
| Джерело:                                      |                  |                  |                  |                  |                  |                  |                  |                  |                  |                  |                  |                  |                  |